# Santa Venera
Santa Venera est une ville de Malte. Ses plus vieilles bâtisses sont l'aqueduc Wignacourt et la Casa Leoni (en), construits par les chevaliers de l'ordre de Saint-Jean de Jérusalem.

## Géographie
|            | Msida        |        |
| Birkirkara | Santa Venera | Ħamrun |
|            | Qormi        |        |